# Nikdy neříkej nikdy (film, 1983)
Nikdy neříkej nikdy (v angličtině Never Say Never Again) je film s postavou Jamese Bonda, natočený roku 1983. Je poslední bondovkou, ve které hrál titulní roli Sean Connery. Vznikl podle námětu Iana Fleminga a Kevina McCloryho, který byl zpracován už v roce 1965 ve filmu Thunderball. Film není počítán mezi oficiální sérii bondovek, protože vznikl mimo společnost Eon Productions: natočil ho po vleklém sporu o autorská práva McClory ve vlastní produkci.
Děj filmu pojednává o souboji Bonda se zločineckou organizací SPECTRE vedenou Ernstem Blofeldem, která se zmocní dvou jaderných raket a s jejich pomocí chce zničit světové zásoby ropy.
Název je inspirován výrokem Conneryho manželky Micheline Roquebruneové, která na jeho oznámení z roku 1971, že končí s postavou Jamese Bonda, reagovala větou „Nikdy neříkej nikdy“, což se o dvanáct let později tímto filmem vyplnilo.

## Obsazení
| Sean Connery          | James Bond, agent 007 |
| Kim Basinger          | Domino Petachi        |
| Klaus Maria Brandauer | Maximillian Largo     |
| Barbara Carrera       | Fatima Blush          |
| Max von Sydow         | Ernst Stavro Blofeld  |
| Rowan Atkinson        | Nigel Small-Fawcett   |